# Hippolytia gossypina
Hippolytia gossypina là một loài thực vật có hoa trong họ Cúc. Loài này được (C.B.Clarke) C.Shih mô tả khoa học đầu tiên năm 1979.